# Lauren Gray
Lauren Gray (* 3. November 1991 in Glasgow) ist eine schottische Curlerin. Derzeit spielt sie auf der Position des Third im Team von Eve Muirhead.

## Karriere
Gray begann ihrer internationale Karriere beim Europäischen Olympischen Winter-Jugendfestival 2009 als Second im britischen Team von Skip Anna Sloan; ihre Mannschaft gewann die Goldmedaille. Bei ihrer zweiten Teilnahme an der Curling-Juniorenweltmeisterschaft wurde sie 2012 als Third im schottischen Team von Hannah Fleming Juniorenweltmeisterin. 2013 konnte das Team den Titel nicht erfolgreich verteidigen, da das Finale gegen Russland mit 5:6 verloren ging. Bei der Winter-Universiade 2011 gewann sie mit dem von Anna Sloan geskippten Team die Goldmedaille. Bei der folgenden Universiade kam sie mit Hannah Fleming auf den vierten Platz.
2013 nahm sie an der Weltmeisterschaft als Ersatzspielerin im Team von Eve Muirhead teil und wurde Weltmeister. Auf dieser Position war sie mit dem Team Muirhead auch bei den Curling-Europameisterschaften 2013 und 2014 dabei und gewann die Silber- bzw. Bronzemedaille; 2015 reichte es nur für den vierten Platz. Auch bei den Olympischen Winterspielen 2014 in Sotschi war sie als Ersatzspielerin dabei und gewann die Bronzemedaille.
Seit 2016 spielt Gray im Team Muirhead an der Position des Lead. Nach einer Bronzemedaille 2016 gewann sie die Europameisterschaft 2017 und holte bei der Weltmeisterschaft 2017 die Bronzemedaille.
Gray vertrat mit Eve Muirhead, Anna Sloan (Second) und Vicki Adams (Lead) Großbritannien bei den Olympischen Winterspielen 2018. Mit einem dritten Platz nach der Round Robin zog sie in die Finalrunde ein, erlitt dort aber zwei Niederlagen gegen Schweden (Skip: Anna Hasselborg) im Halbfinale und gegen Japan (Skip: Satsuki Fujisawa) im Spiel um Platz drei und belegte schlussendlich den vierten Platz.
Sie spielt im Team Muirhead auf der World Curling Tour und hat dort mehrere Wettbewerbe gewonnen.

## Privatleben
Gray hat an der University of Glasgow studiert und 2013 ihren Abschluss in Englische Literatur und Politik gemacht. Sie ist die Schwester des Curlers Logan Gray.